# Глентаннел
Глента́ннел (англ. Glentunnel) — небольшое село (англ. village) в округе Селуин региона Кентербери на Южном острове Новой Зеландии. Глентаннел официально признаётся как населённый пункт, меньший, чем посёлок (англ. town). По данным переписи населения 2001 года, в Глентаннеле проживало 129 жителей.
Глентаннел находится на государственном шоссе 77 в 59 километрах к западу от Крайстчерча. Через Глентаннел проходила железнодорожная ветка Уайтклиффс, функционировавшая с момента своего открытия 3 ноября 1875 года до закрытия 31 марта 1962 года. В Глентаннеле всё ещё можно найти некоторые следы этой железнодорожной ветки, в том числе, остатки железнодорожной платформы на заднем дворе одного из частных домов.
Железнодорожная ветка была построена для поддержки добычи бурого угля, гончарного и кирпичного производств в районе Глентаннела. Однако в XX веке индустриальная активность в Глентаннеле была свёрнута, и фактически прекратила своё существование после 1980-х годов.
Историческая усадьба семьи Динс (англ. Deans), расположенная в Глентаннеле, получила серьёзные повреждения в результате землетрясения 2010 года, и была описана экспертами как находящаяся «практически в руинах».